# Bisalahalli, Gauribidanur
Bisalahalli là một làng thuộc tehsil Gauribidanur, huyện Kolar, bang Karnataka, Ấn Độ.